# Moesha
Moesha est une sitcom américaine en 127 épisodes de 23 minutes créée par Ralph Farquhar, Sara V. Finney et Vida Spears, diffusée entre le 23 janvier 1996 et le 14 juin 2001 sur le réseau UPN. Le personnage principal, Moesha, est interprété par la chanteuse de R&B Brandy.
En France, la série a été diffusée sur M6, MCM, BET France et France Ô.
Un spin-off de la série, intitulé Les Parker, est aussi diffusé.

## Synopsis
Les joies, les peines, les amours, les ruptures sentimentales, et les conflits familiaux de Moesha (narratrice), belle et brillante adolescente californienne, issue d'une famille afro-américaine de la classe moyenne aisée. Elle vit avec son père, Frank, veuf et concessionnaire automobile, Miles, son petit frère malicieux, et Dee, sa belle-mère, vice-principale dans le lycée de Moesha. Sans oublier ses plus proches amis, Hakeem, son voisin et pique-assiette, Kim, sa meilleure amie, ronde et enjouée, Niecy, charmante étourdie et Andell, propriétaire du Den, le café où Moesha se retrouve avec ses amis.
Dorian le neveu de Frank qui habite chez eux pour des raisons de "comportement" et qui est aussi son fils, sans que Dorian ne le sache.

## Distribution
- Brandy Norwood (VF : Valérie Siclay) : Moesha Mitchell
- William Allen Young (en) (VF : Jean-Paul Pitolin) : Franck Mitchell
- Sheryl Lee Ralph (VF : Françoise Pavy (saisons 1-4) puis Michèle Bardollet (saisons 5-6)) : Deidra « Dee » Moss Mitchell
- Marcus T. Paulk (en) (VF : Natacha Gerritsen) : Myles Mitchell
- Lamont Bentley (VF : Lionel Melet) : Hakeem
- Shar Jackson (VF : Dorothée Pousséo) : Niecy Jackson
- Yvette Wilson (en) (VF : Brigitte Virtudes) : Andell Wilkerson (saisons 1 à 5)
- Countess Vaughn (en) (VF : Magali Berdy) : Kim Parker (saisons 1 à 4)
- Fredro Starr (VF : Constantin Pappas) : Quinton « Q » Brooks (saisons 1-3, puis invité)
- Ray J (VF : Hervé Grull) : Dorian Long Mitchell (saisons 5-6)
- Alexis Fields (VF : Chantal Baroin) : Alisha (saisons 5-6)

 Source et légende : version française (VF) sur RS Doublage

## Commentaires
- De nombreux chanteurs, acteurs et autres célébrités ont fait une ou plusieurs apparitions en tant que guest-stars. On peut citer l'actrice Robin Givens, le chanteur Ginuwine, le groupe Boyz II Men, l'athlète Maurice Greene, Usher, Montell Jordan, Don Wilson et même Bernie Mac, qui jouait l'oncle de Moesha !
- Le spin-off de la série est la sitcom Les Parker, qui relate les vies d'étudiantes de Kim Parker, meilleure amie de Moesha, et de sa mère, Nicole.